# Woignarue
Woignarue é uma comuna francesa na região administrativa de Altos da França, no departamento de Somme. Estende-se por uma área de 16,51 km². Em 2010 a comuna tinha 814 habitantes (densidade: 49,3 hab./km²).